# Georgsplatz (Wennigsen)

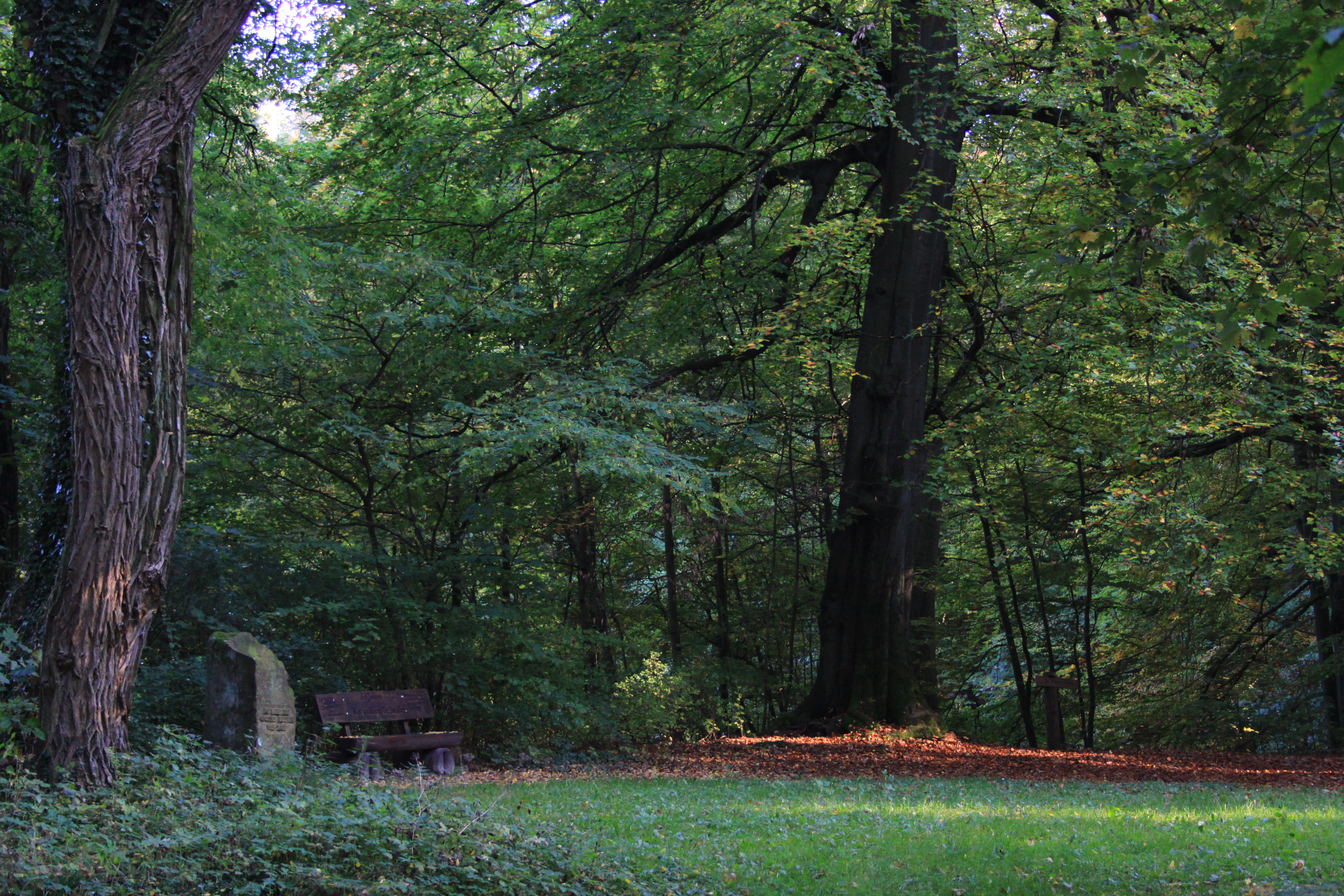
Toppiusplatz mit Stein

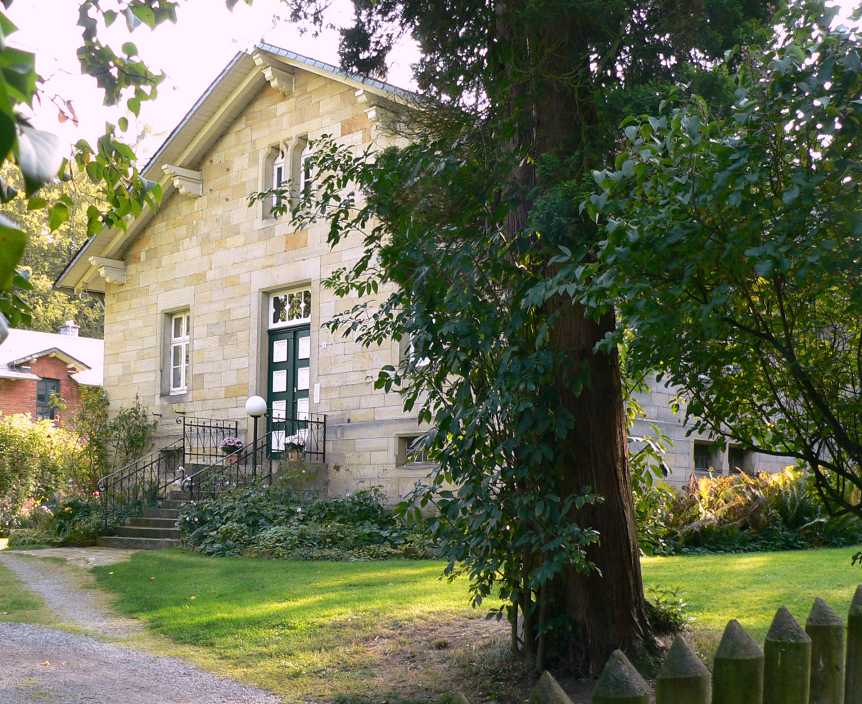
Ehemaliges Jagdschloss und ehemaliges Forsthaus

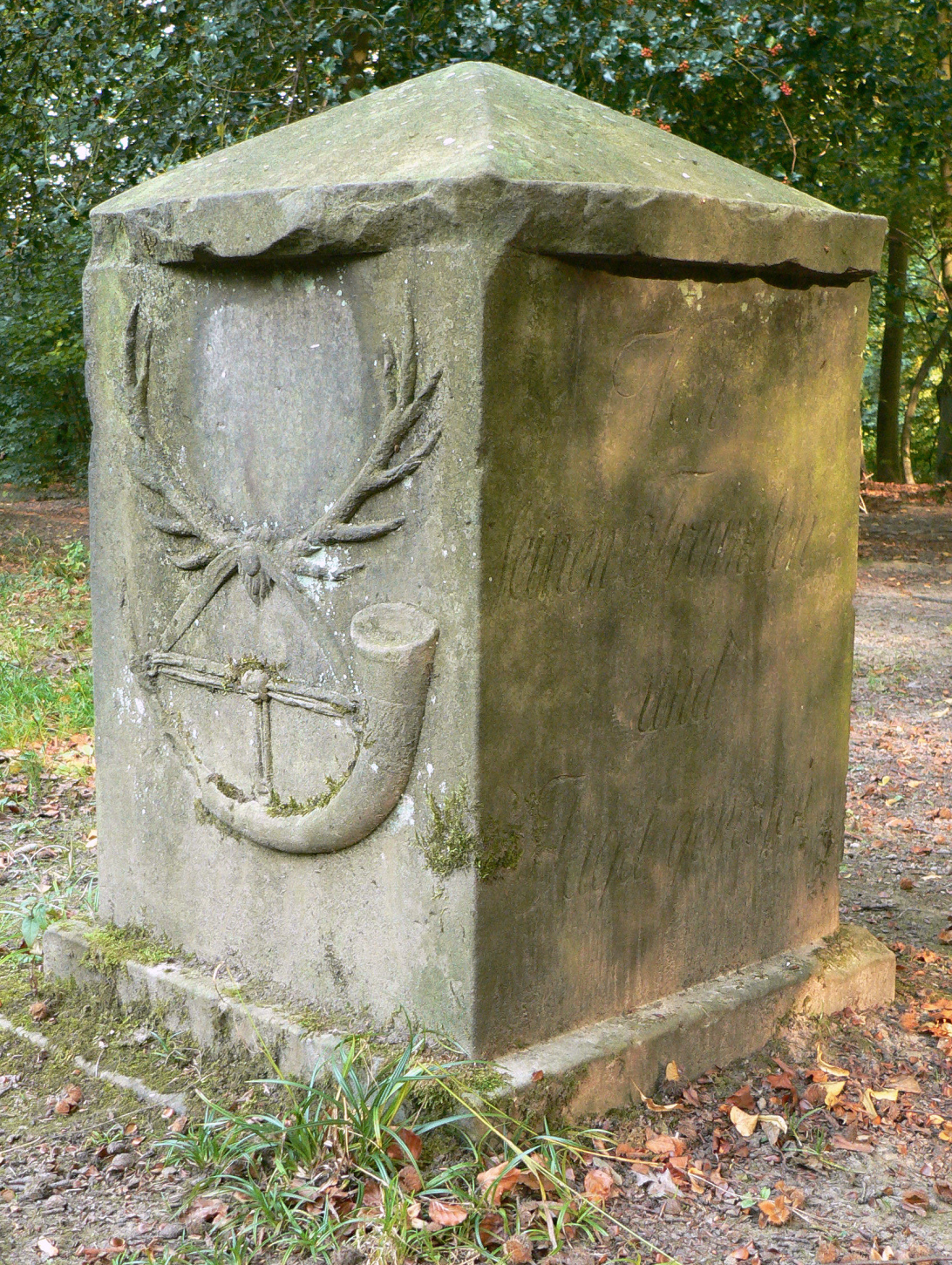
Denkmal für den königlichen Hofjäger: Toppiusstein

Der Georgsplatz ist eine Ortslage der Ortschaft Wennigser Mark der Gemeinde Wennigsen.
Er bildet eine dreieckförmige Talwiese am Nordwestrand des Deisters zwischen den Ausläufern des Bröhns und des Suerser Brinks.
Der seit frühindustrieller Zeit genutzte Bereich ist der älteste Teil der Ortschaft Wennigser Mark.

## Jagdschloss
Der Georgsplatz ist nach dem hannoverschen König Georg V. benannt.
Für ihn wurde 1845 in der Südwestecke des Platzes ein Gebäudeensemble als Jagdschloss errichtet. Es umfasst drei eingetragene Baudenkmale.
Unmittelbar am Platz befindet sich das ehemalige königliche Forsthaus aus dem Jahr 1845.
König Ernst August I. von Hannover ließ das Haus von seinem Oberhofbaudirektor Georg Ludwig Friedrich Laves und dem Maurermeister Constantin Nordmann 1845 als Jagdschloss errichten. Er benannte es nach seinem blinden Sohn Georg. Die Innengestaltung wurde durch den Kunstmaler Bolm aus Hannover im Jahr 1909 erneuert und in den ursprünglichen Zustand versetzt. Später war in dem Schloss das Forstamt der Oberförsterei Georgsplatz untergebracht. Es dient heute als Wohnhaus und befindet sich in Privatbesitz.

## Toppius-Platz
Auf dem im Deister, unmittelbar gegenüberliegenden Toppiusplatz stehen mit dem Toppius-Stein und dem Lendorff-Denkmal zwei weitere  eingetragene Denkmale. Der Platz war der traditionelle Versammlungsort der Bergleute.
Der Platz liegt unmittelbar südwestlich des Georgsplatzes. Er wurde vor rund 200 Jahren terrassenförmig angelegt. Früher diente er dem Legen der Jagdstrecke. Noch heute wird dort regelmäßig eine Zackelschau abgehalten, bei der die abgeworfenen Geweihe der Deisterhirsche gezeigt werden. Die Ortsgemeinschaft Wennigser Mark nutzt ihn für Veranstaltungen wie den alljährlichen Jazz-Frühschoppen oder Gottesdienste.

### Toppius-Denkmal
Das Toppius-Denkmal soll an den königlichen Hofjäger Toppius erinnern, der im Handgemenge von einem Wilddieb getötet wurde. Es stand zunächst weiter unten am Forellenteich und wurde 1901 auf seinen jetzigen Platz versetzt. Es ist ein circa einen Meter hoher Stein mit der Inschrift:
Dem Andenken des köngl. Jägers Toppius. Am 28. Februar 1807 in seinem Berufe an dieser Stelle tödlich verwundet starb er am 2. Tage in Wennigsen.

### Lendorf-Denkmal
Ein rund 1,20 Meter hoher Stein als Erinnerung an den königlichen Holzknecht Johann Dietrich Lendorf. Der nachträglich von Degersen hierher versetzte Stein trägt die Inschrift:
Zur Feyer des Andenkens an Johann Dietrich Lendorf. Königlicher Holzknecht über das Westerholz und den Suerserberg. Geboren den 8. April 1743 zu Degersen, gestorben daselbst den 30. November 1815. In Wennigsen ruht seine irdische Hülle. Geschätzt von seinen Vorgesetzten, geehrt im Kreise seiner Bekannten, weihte er mit rastloser Tätigkeit dem Schutz und der Pflege des Waldes sein tadelloses Leben. Der Redlichkeit und der Treue während 44-jähriger Dienstzeit. Seines Fleisses Zeugen umschatten diesen Gedenkstein.

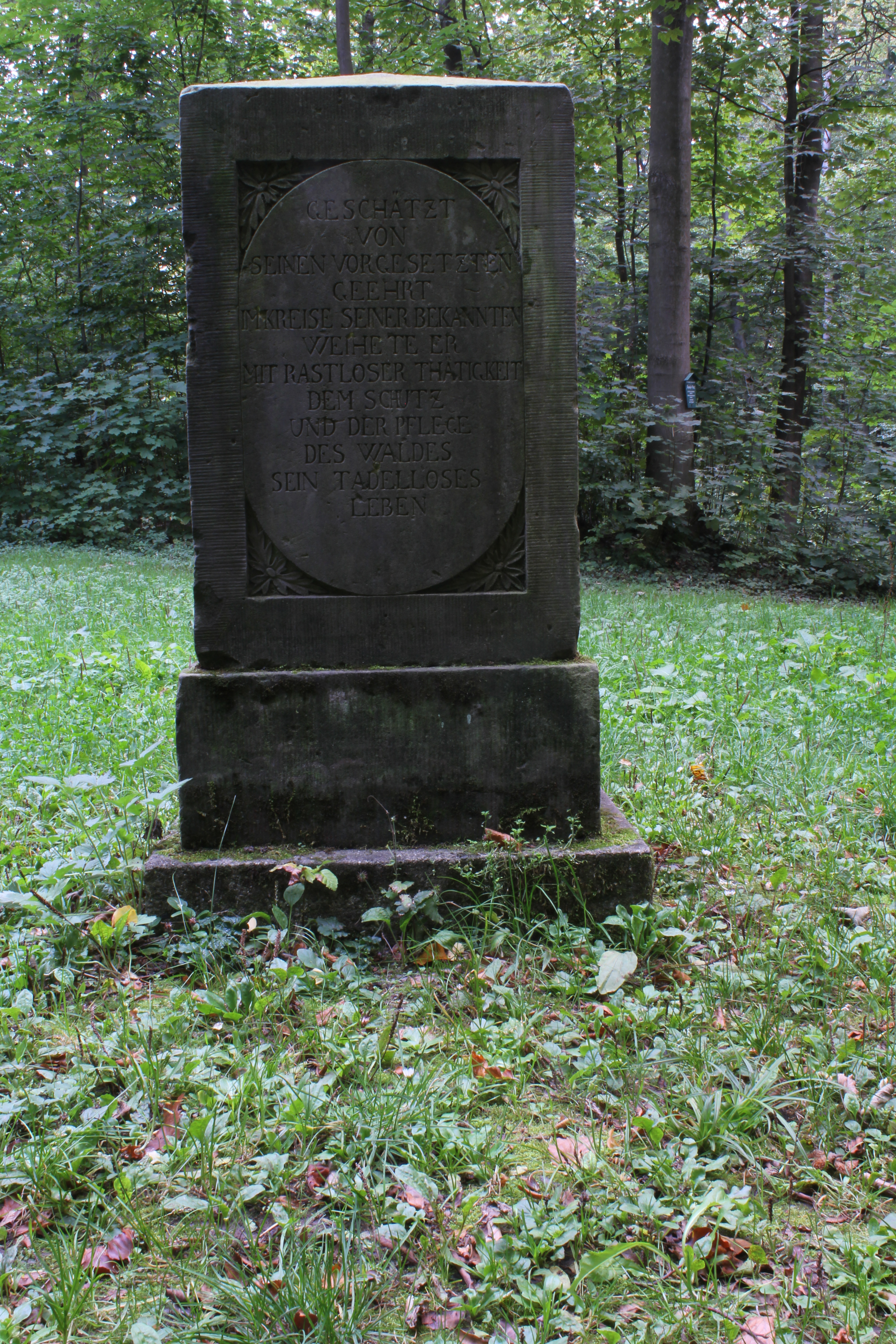
Lendorf-Denkmal (Wennigser Mark; Georgplatz)
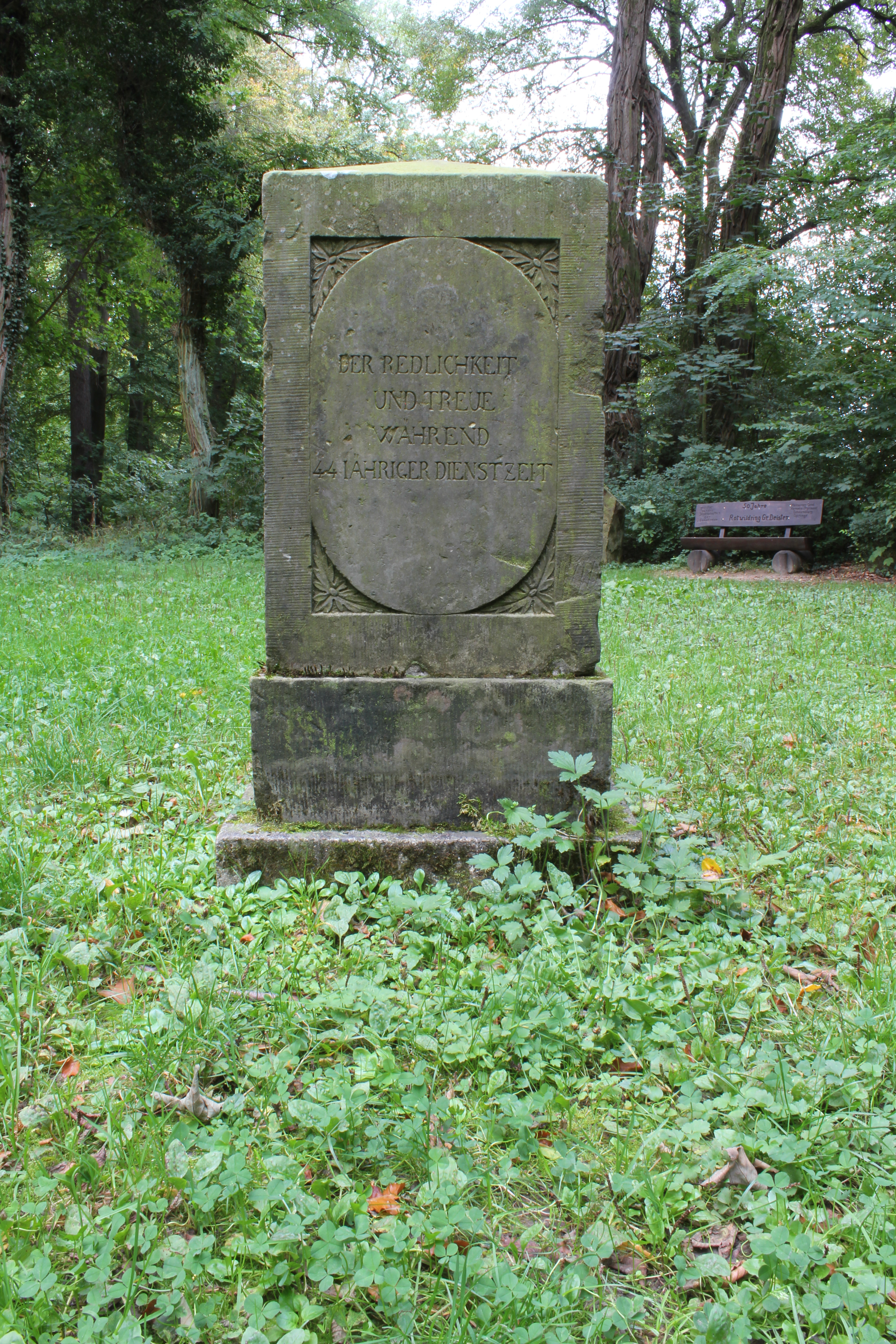
2. Seite
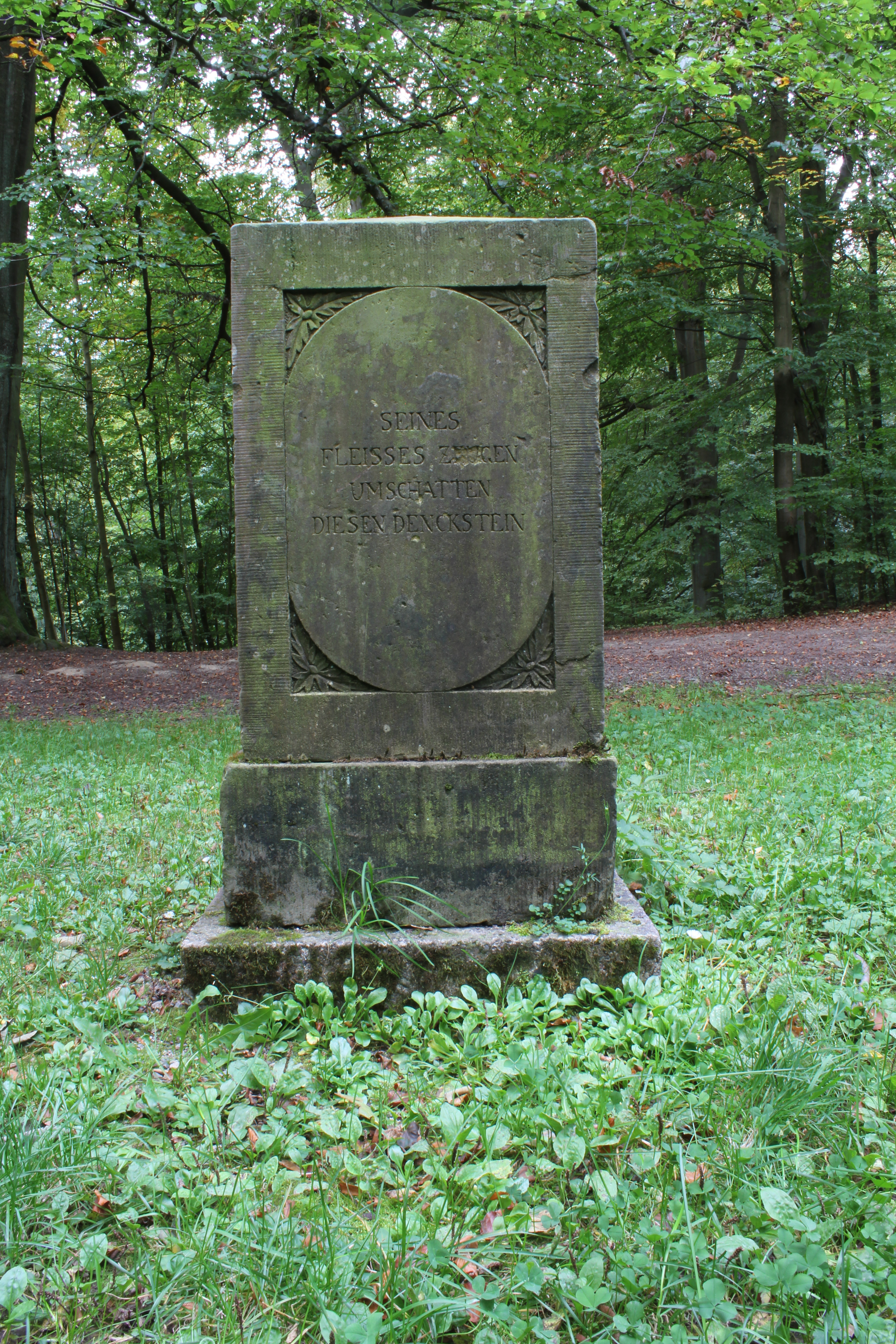
3. Seite
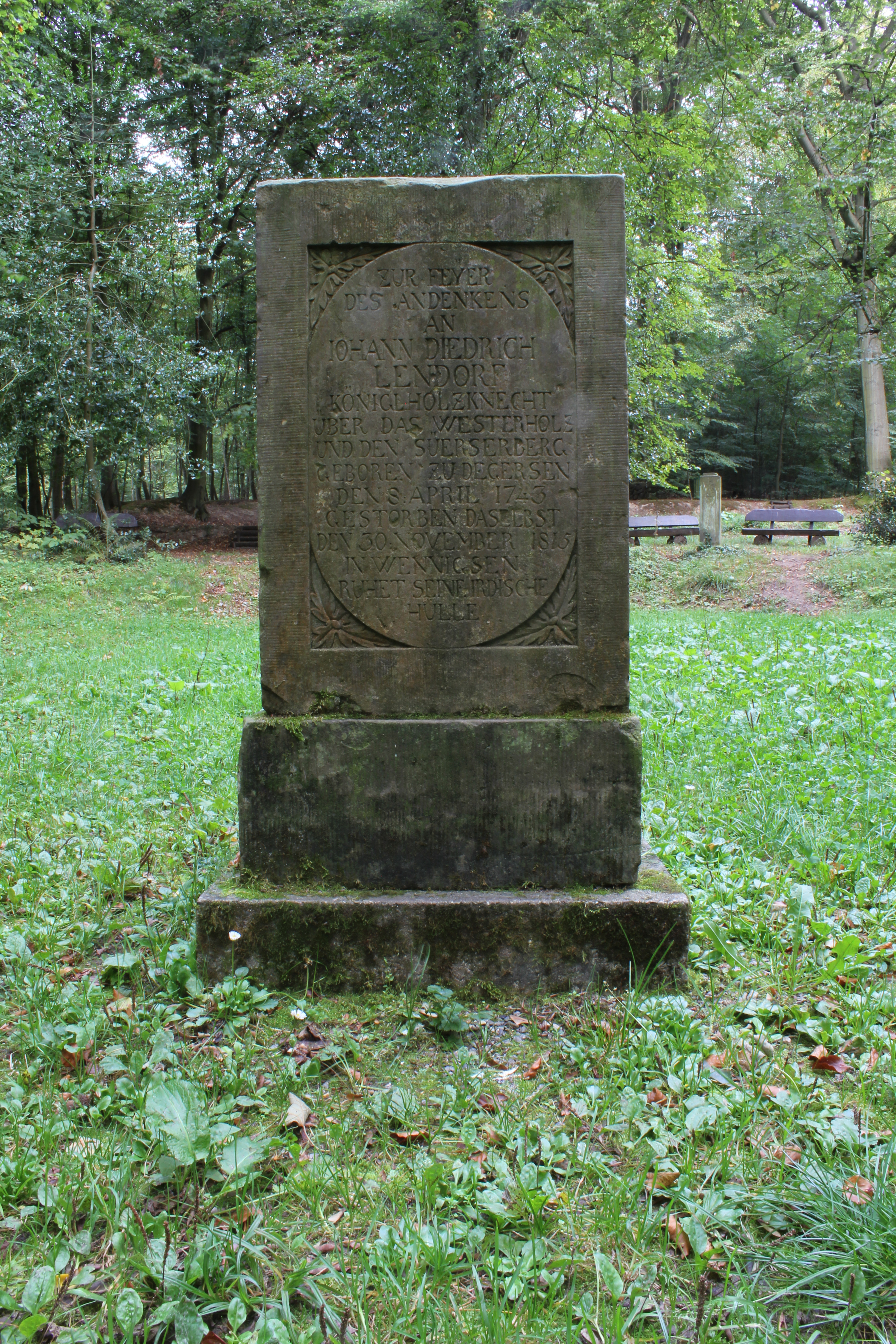
4. Seite

## Gewerbe am Georgsplatz

Ehemalige Zündschnurfabrik, 1939 Gauschulungslager „Bernhard Rust“

Im Jahr 1799 wurde im Zentrum des späteren Georgsplatzes der zuletzt 1700 m lange Bröhnstollen zur Kohleförderung angelegt. Flurnamen wie Maschinenhaus und Schmiede im Bereich südwestlich des Jagdschlosses deuten noch auf die Lage von zugehörigen Betriebsteilen.
Im 19. Jahrhundert betrieb Georg Egestorff am Georgsplatz einen Umschlagplatz für die in seinen Bergwerken an Bröhn, Suerserbrink und Feldberg geförderte Kohle. Zum Abtransport der Kohle in Richtung Hannover ließ Egestorff die Deister-Kohlenstraße zur Hamelner Chaussee befestigen. Als Baumaterial diente vermutlich das im Steinbruch knapp westlich des Georgsplatzes gewonnene Material.
An der Kuppe nordöstlich des Georgsplatzes wurde 1829 ein Pyritbergwerk angelegt. Es gehörte einer ortsansässigen Zündschnurfabrik. Später wurde es von der Egestorffschen Zündhütchenfabrik übernommen und bis 1895 betrieben. Auf dem Gelände entstand später die Gauführerschule „Bernhard Rust“ zur Schulung von NSDAP-Funktionären. 1963 wurde dort die Polizeiausbildungsstelle für Technik und Verkehr Niedersachsen errichtet.
Im Osten des Georgsplatzes liegen am Forellenbach die Reste von mehreren alten Rottekuhlen.
Im Jahr 2009 wurden entlang eines zwei Kilometer langen Weges rund um den Georgsplatz mehrere Hinweistafel zu seiner historischen Nutzung aufgestellt.